# Distretto di St. Veit an der Glan
Il distretto di St. Veit an der Glan è uno dei distretti dell'Austria situato nel Land della Carinzia.

## Geografia antropica
fra parentesi gli abitanti, dati aggiornati al 15 maggio 2001

### Città
- Althofen (4.732)
- Friesach (5.462)
- St. Veit an der Glan (12.839)
- Straßburg (2.335)

### Paesi
- Brückl (3.110)
- Eberstein (1.505)
- Gurk (1.311)
- Guttaring (1.565)
- Hüttenberg (1.804)
- Klein St. Paul (2.195)
- Liebenfels (3.273)
- Metnitz (2.450)
- Weitensfeld im Gurktal (2.474)

### Borghi
- Deutsch-Griffen (1.023)
- Frauenstein (3.528)
- Glödnitz (1.004)
- Kappel am Krappfeld (2.107)
- Micheldorf (1.201)
- Mölbling (1.273)
- St. Georgen am Längsee (3.551)